# 15425 Welzl
15425 Welzl este un asteroid din centura principală de asteroizi.

## Descriere
15425 Welzl este un asteroid din centura principală de asteroizi. A fost descoperit pe 24 septembrie 1998 la Observatorul din Ondřejov de Petr Pravec. Asteroidul prezintă o orbită caracterizată de o semiaxă mare de 2,63 ua, o excentricitate de 0,15 și o înclinație de 12,2° în raport cu ecliptica.